# NGC 1673
NGC 1673 је расејано звездано јато у сазвежђу Трпеза које се налази на NGC листи објеката дубоког неба.
Деклинација објекта је - 69° 49' 17" а ректасцензија 4h 42m 39,7s. Привидна величина (магнитуда) објекта NGC 1673 износи 14,1 а фотографска магнитуда 14,5. NGC 1673 је још познат и под ознакама ESO 55-SC34.